# Antologie...
Antologie... este o operă literară scrisă de Ion Luca Caragiale. A fost publicată pentru prima dată în ziarul Universul la 10 aprilie 1909.